# Apamea purpurina
Apamea purpurina är en fjärilsart som beskrevs av George Francis Hampson 1902. Apamea purpurina ingår i släktet Apamea och familjen nattflyn. Inga underarter finns listade i Catalogue of Life.